# Hồng lâu mộng (phim 1989)
Hồng lâu mộng (tiếng Hoa:红楼梦), phim điện ảnh Trung Quốc, do Tạ Thiết Ly đạo diễn, với sự tham gia của các diễn viên Hạ Khâm vai Giả Bảo Ngọc, Đào Tuệ Mẫn vai Lâm Đại Ngọc, Phó Nghệ Vỹ vai Tiết Bảo Thoa, Lưu Hiểu Khánh vai Vương Hy Phượng, và các diễn viên Lý Tú Minh, Chương Kiệt, Triệu Lệ Dung, Cung Cảnh Hoa, Viên Mai, Hà Tình, Vương Quang Quyền, Hà Trại Phi, Trương Lôi, Trần Hồng, Lý Linh Ngọc,...Phim có độ dài 735 phút, quay trong thời gian 1986 -1989, đưa đạo diễn Tạ Thiết Ly giành giải Kim Kê đạo diễn xuất sắc nhất và 3 giải Kim Kê khác năm 1990, 1 giải Bách Hoa cùng năm và diễn viên Đào Tuệ Mẫn về vị trí thứ hai giải Bách Hoa nữ diễn viên xuất sắc nhất. Phim có một số vượt trội so với phiên bản truyền hình năm 1987, nhưng nhiều hạn chế hơn, do đó ảnh hưởng của phim không chắc chắn.